# باقر آل حيدر
الشيخ باقر بن علي بن محمد علي آل حيدر (ت. 1333 هـ). هو رجل دين شيعي عراقي (نجفي)؛ كان من تلامذة محمد حسن الشيرازي (قائد ثورة التبغ)، والآخوند الخراساني. وقد توّلى الزعامة الدينية للشيعة في سوق الشيوخ ثم كان له الدور البارز في مواجهة البريطانيين في بداية دخولهم للعراق.

## ولادته ونشأته وأسرته
ولد بالنجف وفيها نشأ وابتدأ مسيرته الدينية وتعلم مُقدّمات العلوم الحوزوية، وينتسب لأسرة آل حيدر حيث أنَّ والده هو علي آل حيدر، وهي أسرة عربيَّة معروفة في العراق، يقول المؤرِّخ جعفر آل محبوبة أنَّها «من الأسر العربية العريقة في القدم والسابقة إلى الفخر وهم بقية بني وئال زعماء آل أجود»،، ويستمر بقوله أنَّ «آل حيدر أسرة عربية معروفة بعروبتها مشهورة بفخرها، تقطن سوق الشيوخ من أول تمصيره، وتردد على النجف كثير من رجالها البارزين وأخذوا معارفهم، وبها حصلت لهم المكانة والزعامة الروحية في مقرهم سوق الشيوخ».

## دوره الديني والسياسي
بعد سنوات من بقاءه في النجف؛ هاجر والده إلى سوق الشيوخ لتوّلي الرئاسة الدينية هناك، وهاجر هو إلى سامراء للالتحاق بدروس محمد حسن الشيرازي (قائد ثورة التبغ)، وبقي في سامراء حتى توفي أستاذه الشيرازي فرجع إلى النجف، وتتلمذ على يد الآخوند الخراساني، ثم رحل إلى سوق الشيوخ حين توفي والده ليحلّ محلّه هناك، وينقل صاحب الأعيان أنّ من أسباب خروجه إلى سوق الشيوخ هو مخاصمة بينه وبين أستاذه الخراساني، فينقل: ”وحضر درس الشيخ ملا كاظم الخراساني في الأصول فعرضت مسألة من مسائل الحكمة العقلية تكلم فيها المترجم، فقال له الشيخ ملا كاظم «هذا ليس من شغلك»؛ فغضب وقام من حلقة الدرس ولم يعد إليه ثم عاد إلى سوق الشيوخ فأقام فيها“، وقد توّلى الزعامة الدينية هناك، فينقل صاحب ماضي النجف وحاضرها ويقول: ”وكان وجيهاً عند الأهالي والحُكّام مسموع الكلمة محترم الجانب مُؤلّفاً بين العشائر مُروّجاً للدين“.
وكان له دورٌ بارز في مواجهة البريطانيين حين اندلعت الحرب العالمية الأولى ودخل البريطانيون إلى البصرة، فقد خرج لمقاومة البريطانيين مع كثير من عشائر قطره، وينقل صاحب الأعيان: ”وقد استنفر في الحرب التركية الإنكليزية جماعة من العرب خرج بهم إلى الشعيبة واستنهض العلماء ومرض في أثناء ذلك فمات“.

## مؤلفاته
- حاشية على القوانين. في مجلدين؛ الأول إلى أواخر الأوامر، وقد فرغ منه سنة 1312 هـ، ينقل فيه عن سائر المُحشّين على القوانين ومنهم والده.[3][6]
- منظومة في الأصول.[3]
- تقريرات بحث محمد حسن الشيرازي. تقريرات دروس أستاذه محمد حسن الشيرازي.[3]
- ديوان شعر. أورده آغا بزرگ الطهراني في الذريعة بعنوان ديوان الشروقي.[7]